# Bell 429
Il Bell 429 Globalranger è un elicottero leggero biturbina con rotore quadripala, sviluppato dalla Bell Helicopter Textron, in cooperazione con la Korea Aerospace Industries.

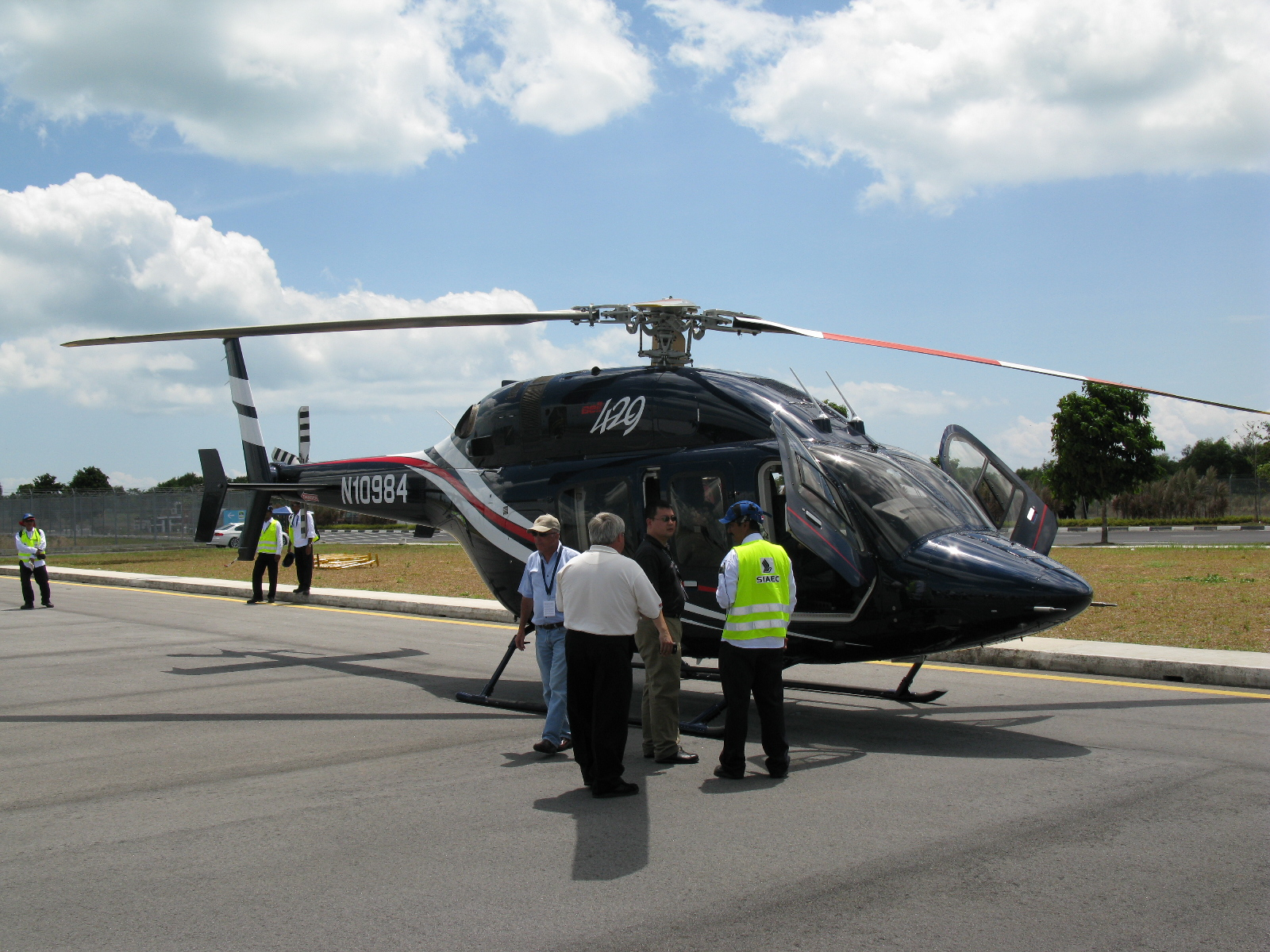
Bell 429

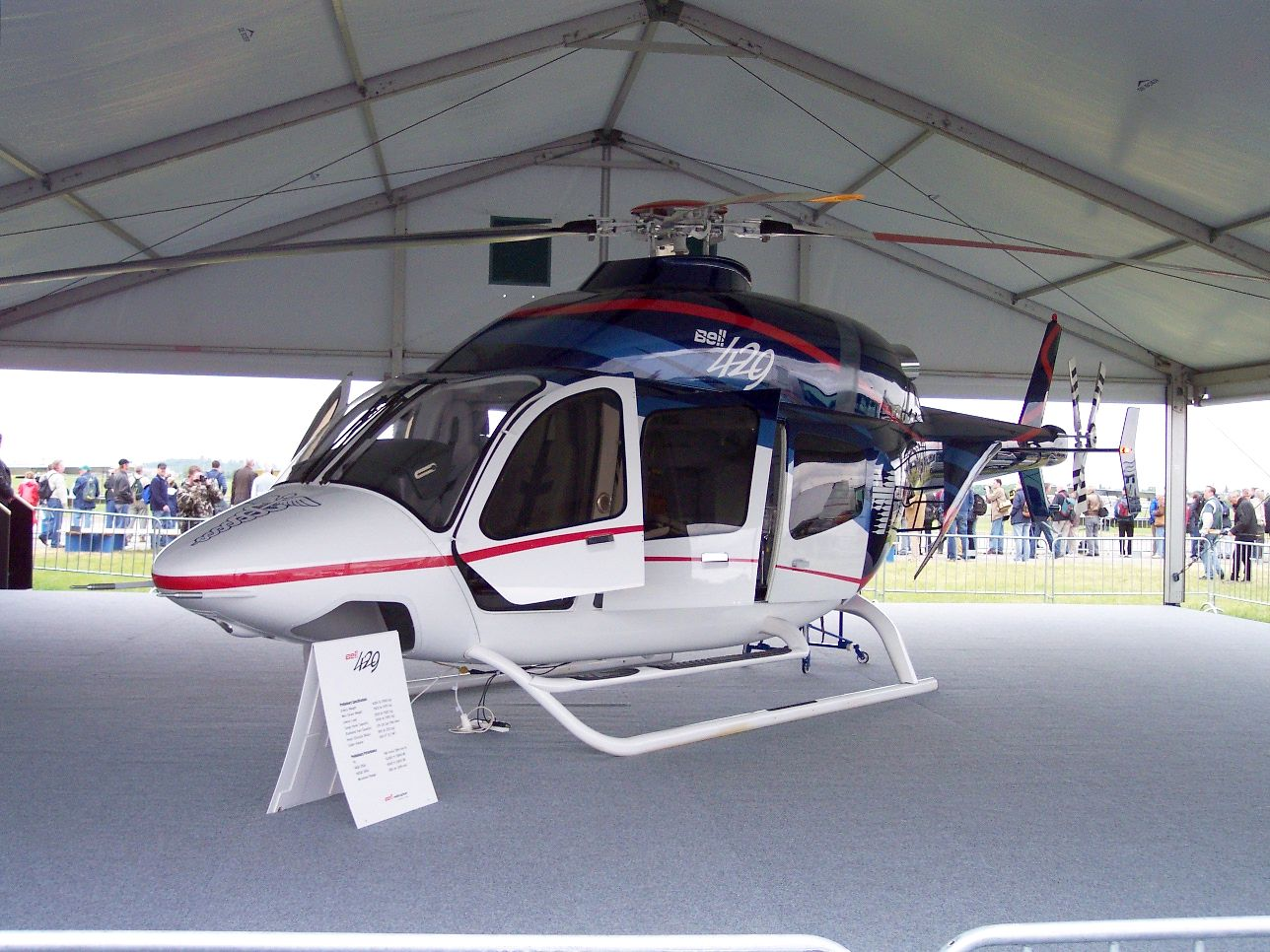
Un Bell 429 in mostra

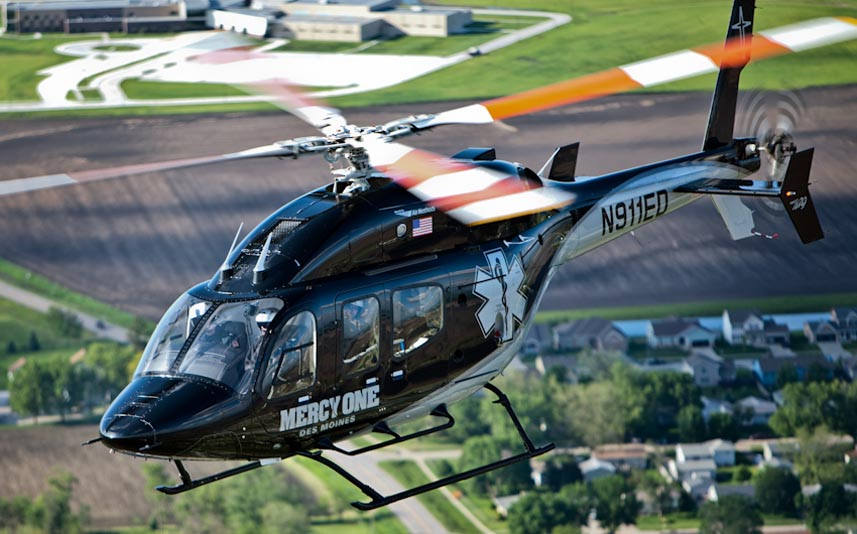
Un Bell 429 usato come eliambulanza del Mercy Medical Center di Des Moines, nell'Iowa

## Storia
Dopo lo scarso successo del Bell 427, il costruttore statunitense concentrò gli sforzi nella progettazione di un nuovo elicottero leggero biturbina che si adattasse al meglio alla crescente richiesta dal settore dell'elisoccorso. Pertanto venne privilegiata una cabina spaziosa, con possibilità di carico della barella tramite porte posteriori, pavimento piatto a livello del piano di carico e notevole altezza del rotore da terra.
Il primo prototipo volò il 27 febbraio 2007, presso gli stabilimenti Bell a Mirabel, in Canada. Il 1º giugno 2009, l'elicottero ricevette la certificazione da parte del Transport of Canada, seguita da quella FAA il 7 luglio e l'europea EASA il 24 settembre 2009.
Il carrello è a pattino, ma come optional è disponibile anche a ruote, del tipo triciclo anteriore retrattile, che dovrebbe aumentare la velocità massima dell'elicottero di 5 nodi.
Il rotore principale è di tipo quadripala, mentre il rotore di coda ha una struttura particolare, con due rotori bipala sovrapposti e disposti a "X" per ridurre il rumore. La propulsione è affidata a due turbine Pratt & Whitney Canada PW207D1, dotate di FADEC, che portano l'elicottero ad una velocità massima (VNE) di 155 nodi.
Il 429 ha un glass cockpit con autopilota a 3 canali (disponibile come optional il 4 canali) ed è certificato Single Pilot IFR.

## Impiego

### Elisoccorso
Il 429 trova maggior impiego nell'elisoccorso, in cui, grazie all'ampia cabina, è in grado di accogliere fino a due barelle, oltre a due o tre operatori medici ed il pilota. Come optional vi è la possibilità di montare porte posteriori sotto la trave di coda per facilitare il carico della barella (denominate clamshell doors), verricello di soccorso e gancio baricentrico. Il cliente di lancio è la Air Methods, compagnia statunitense specializzata nell'elisoccorso. Il primo elicottero (N911ED, c/n 57006) è stato messo in servizio al Mercy Medical Center di Des Moines, nell'Iowa.

### Off-shore
Grazie alla cabina in grado di ospitare sette passeggeri, il Bell 429 è particolarmente adatto per l'off-shore (trasporto di persone su piattaforme petrolifere). Su questa versione saranno installati galleggianti di emergenza e zattere pluriposto gonfiabili, nel caso di ammaraggio d'emergenza. Il cliente di lancio è la compagnia Chevron.

## Utilizzatori

### Governativi
Emirati Arabi Uniti
- Abu Dhabi Police Air Wing

6 Bell 429 ordinati, con i primi 2 esemplari consegnati a novembre 2021.
 Slovacchia
- Polícia

2 Bell 429 ordinati, con il primo consegnato il 17 agosto 2015 e il secondo alla fine dello stesso anno.
- Slovak Government Flight Service

1 Bell 429 consegnato.
 Stati Uniti
- Delaware State Police[10]

2 Bell 429 ordinati a novembre 2023.
- Fairfax County Police Department[12]
- Texas A&M University[13]
- New York Police Department (NYPD)

 Thailandia
- Royal Thai Police

8 Bell 429 consegnati tra il 2017 e l'aprile 2019.
 Turchia
- Direzione Generale della Sicurezza[15]

### Civili
Stati Uniti
- Air Methods
- Calstar
- Chevron[16]
- San Juan Regional Medical Center

 Svizzera
- Air Zermatt

### Militari
Australia
- Royal Australian Navy[17]
  - 723 Squadron RAN[18]

3 Bell 429 consegnati a partire dall'aprile 2012, 1 in servizio all'ottobre 2019.
 Canada
- Canadian Coast Guard (un ordine per 15 unità)[21]

 Giamaica
- Jamaica Defence Force Air Wing

9 Bell 429 ordinati, 5 consegnati ed in servizio all'ottobre 2020.
 Guatemala
- Fuerza Aérea Guatemalteca

1 Bell 429 consegnato il 12 dicembre 2023.
 Guyana
- Guyana Defence Force

2 Bell 429 consegnati, tutti in servizio all'agosto 2021.

## Galleria d'immagini

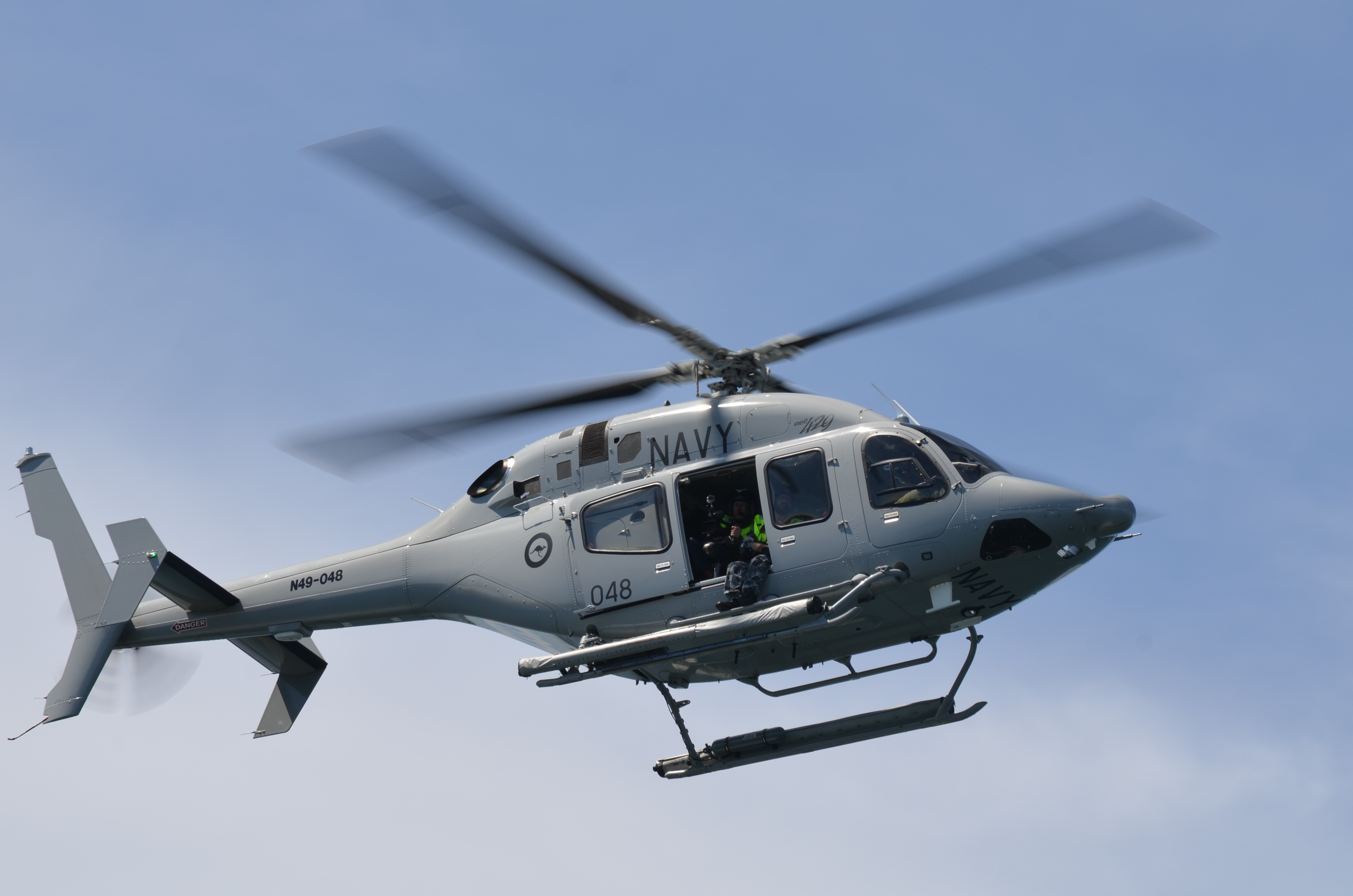
Un Bell 429 della Royal Australian Navy
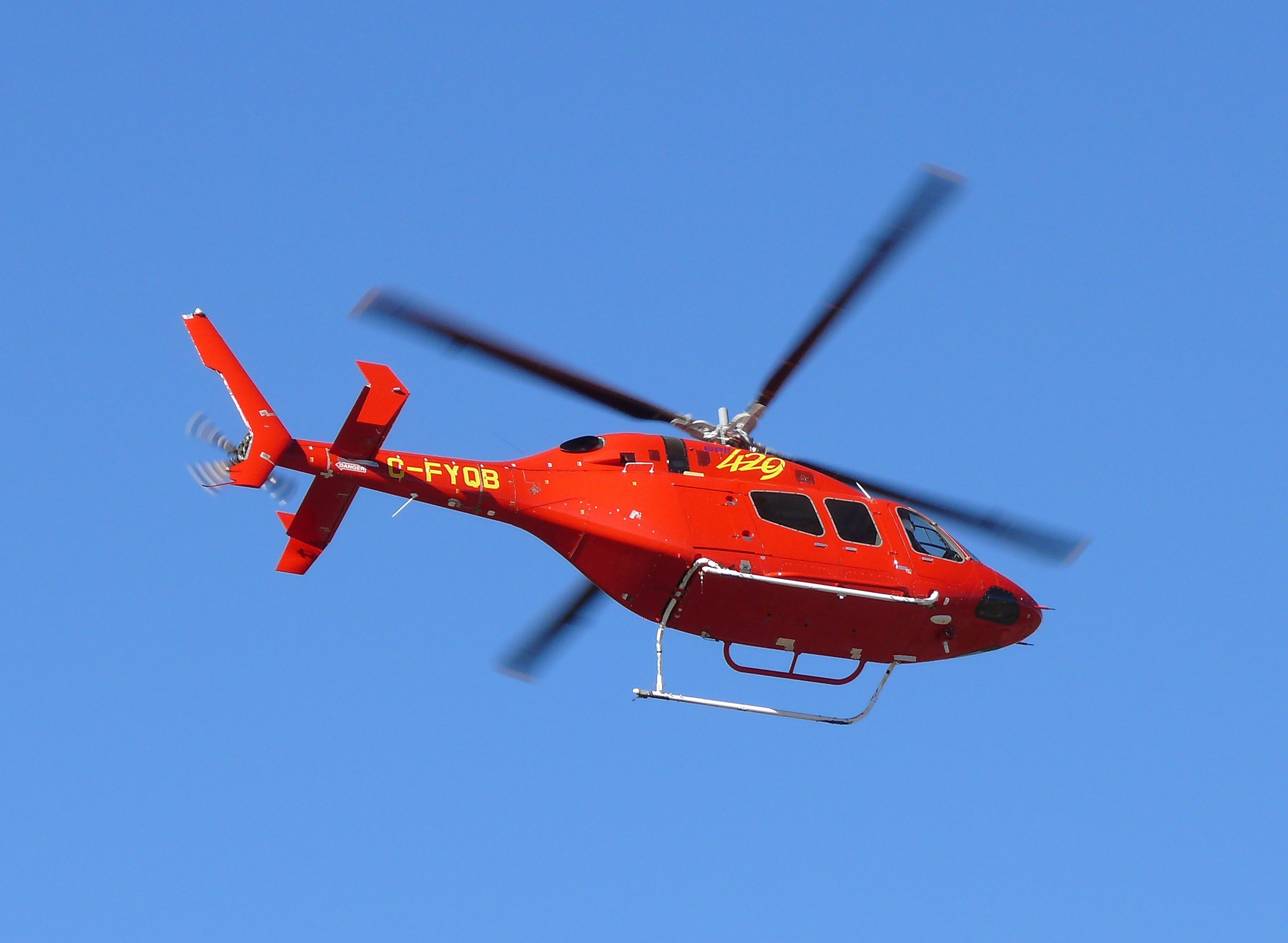
Secondo prototipo del Bell 429, marche C-FYQB
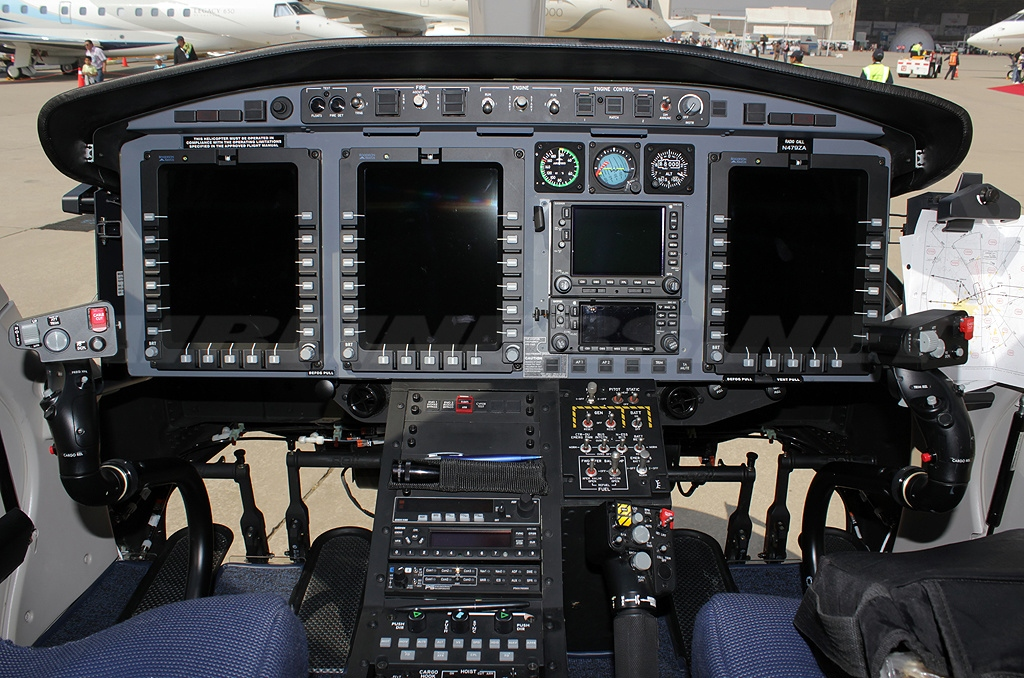
Glass cockpit di un Bell 429
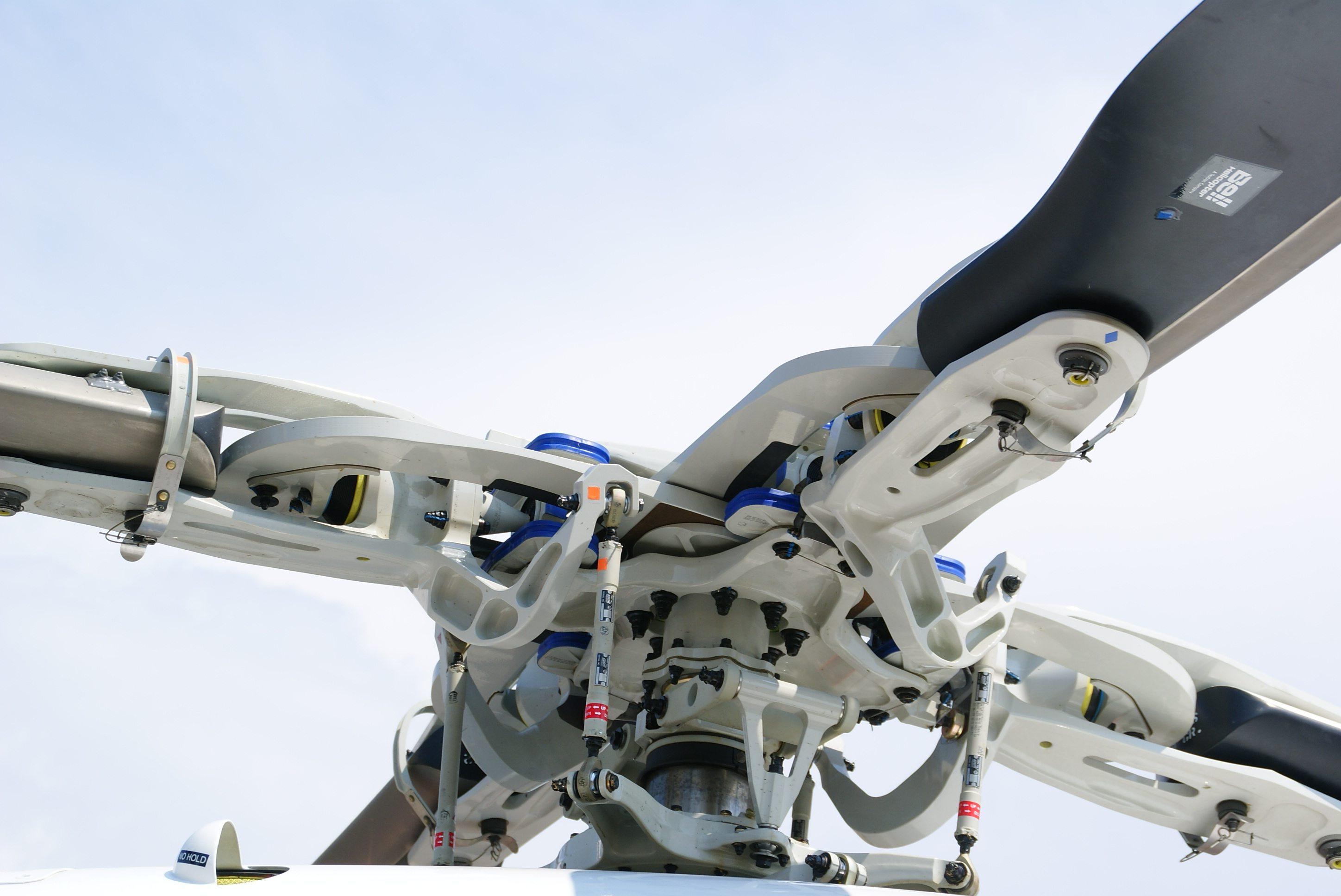
Particolare del rotore di un Bell 429

## Elicotteri comparabili
- Agusta A109 Grand
- Eurocopter EC135
- Eurocopter EC145
- MD Helicopters MD900 Explorer